# Hendrik Willebrord Jansen
Hendrik Willebrord Jansen (Nijmegen, 12 december 1855 - Zeist, 2 november 1908) was een Nederlandse kunstschilder.

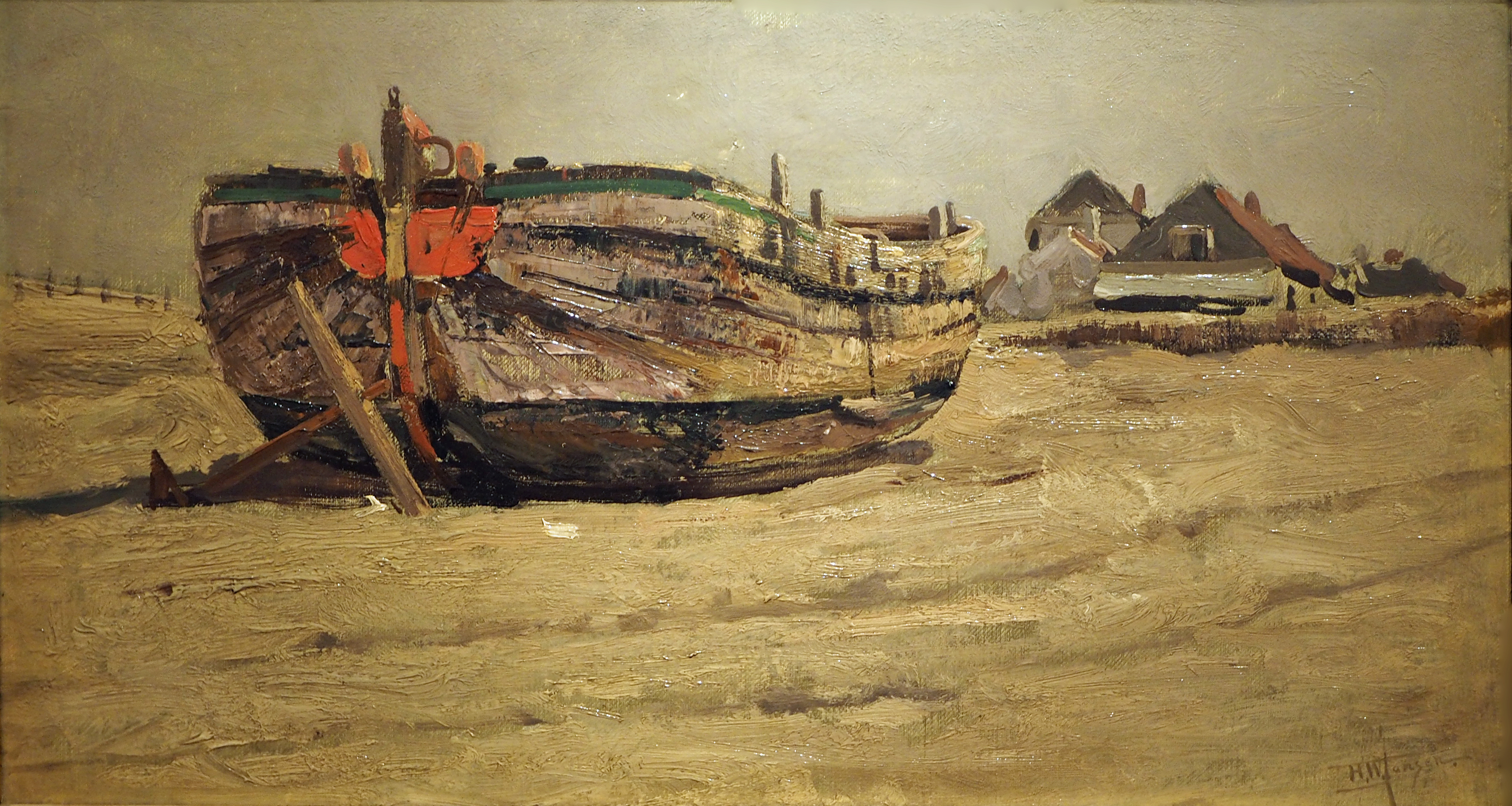
Oude boot, 1906

## Leven en werk
Jansen was een zoon van Johan Wilhelm Florentius Jansen en Louisa Maria Eberson. Hij trouwde met Albina Hendrica Petronella Boerbooms (1857-) en na haar overlijden met Sophie Jacoba Wilhelmina Grothe (1852-1926).
Jansen woonde en werkte in Arnhem tot 1871, en volgde hierna de Rijksakademie van beeldende kunsten te Amsterdam (1871-1876). Hij werkte in Arnhem tot 1883, in Doesburg tot 1889, in Amstelveen tot 1891, in Amsterdam tot 1903 en ten slotte in Zeist vanaf 1907. Hij reisde onder andere naar Hamburg en Venetië. Hij trok tijdens zijn leven veel belangstelling en publiciteit.
Hij schilderde, tekende en etste landschappen, riviergezichten met schepen, stadshoekjes. In het bijzonder genoot hij grote bekendheid door zijn op directe manier en 'met verve' geschilderde zeilschepen, scheepswerven en havens. Zijn werk was een geliefd verzamelobject en werd opgenomen in zowel museale als particuliere collecties. Jansen gaf les aan zijn vrouw Sophie Grothe en aan Gijsbertus Derksen, Elisabeth Adriani-Hovy, Gerard Koekkoek, Fokke Tadema en jkvr. Dorothea Arnoldine von Weiler.
Jansen was lid van Arti et Amicitiae te Amsterdam. Zijn werk is te vinden in onder andere De Mesdag Collectie, Den Haag, Museum Flehite, Amersfoort, Katwijks Museum, Collectie Gemeente Doesburg en het Stadsarchief Amsterdam. 

## Tentoonstellingen
- H.W. Jansen: Vergeten door succes (1999; Stadsmuseum Woerden);
- H.W. Jansen (1855-1908), Streekmuseum De Roode Tooren Doesburg, 20 november 2008 t/m 7 april 2009;
- H.W. Jansen 1855-1908, Katwijks Museum, 31 januari t/m 3 mei 2009.

Werken van Jansen maken regelmatig deel uit van exposities, zoals van 'Naar Zee', grote tentoonstelling over de zee in de Nederlandse kunst vanaf 1850, Museum De Hallen in Haarlem, 15 juni t/m 2 september 2012.